# Atlético Clube de Gonça
O Atlético Clube de Gonça é um clube de futebol português, sedeado na freguesia de Gonça, concelho de Guimarães, fundado em 1938. A equipa de futebol disputa os seus jogos em casa no Campo de Jogos Água das Cabras com capacidade para 600 pessoas.
Atualmente, o Atlético Clube de Gonça participa na Divisão de Honra - Série C da AF Braga. No seu vasto palmarés, conta com os títulos de Campeão da 3.ª Divisão Distrital - Série D (1990/91) e da 2.ª Divisão Distrital - Série C (1995/96) da Associação de Futebol de Braga e considerado a Entidade do Ano pela Junta de Freguesia de Gonça nos anos 2007 e 2008.

## História
Fundado em 16 de Fevereiro de 1938, o Atlético Clube de Gonça é um dos mais antigos clubes desportivos que atualmente existem no distrito de Braga. Curiosamente, o clube é um raro exemplo de uma associação desportiva que teve como principal dinamizador e primeiro presidente uma mulher, Adozinda Gomes de Matos, figura de importância social reconhecida e decisiva na constituição do clube. Luís Silva e Firmino Ferreira foram os outros fundadores do clube e também dinamizadores indispensáveis nas primeiras atividades desportivas e sociais do Atlético Clube de Gonça.
Segundo testemunhos orais de Adozinda Gomes de Matos, a ideia que originou a constituição do clube partiu de um convite para a formação de uma equipa de futebol proposto por um empresário da construção civil que costumava frequentar a «tasca e mercearia» da Isaurinha, mãe de D. Adozinda. O construtor civil decidiu desafiar D. Adozinda a constituir uma equipa de futebol de entre os frequentadores da tasca para se defrontar com uma equipa formada pelos seus empregados. A ideia agradou a D. Adozinda, que rapidamente tratou de «convocar» os jogadores necessários ao esperado embate. No entanto, as dificuldades financeiras, nomeadamente os custos de deslocação da comitiva, preocupou e quase fez desistir os pioneiros. Só com a ajuda financeira do empresário desafiador foi possível custear a deslocação ao terreno do «inimigo» e concretizar o primeiro encontro do futuro Atlético Clube de Gonça.
Durante mais de quatro décadas, o clube manteve um estatuto de extremo amadorismo e de forte bairrismo, sempre com a D. Adozinda á frente dos interesses do clube. A atividade da coletividade passava pela participação em alguns torneios de futebol entre vizinhos, alguns dos quais disputados no antigo Campo de Jogos sito no antigo lugar do São Domingos (onde se encontra atualmente o Ringue Desportivo); entre outras atividades, os atletas e simpatizantes confraternizavam saudavelmente na primeira sede do clube, a «tasca e mercearia» da Isaurinha e da sua filha D. Adozinda.
Nos conturbados tempos que se seguiram ao 25 de Abril de 1974, os ventos revolucionários também se fizeram sentir no Atlético Clube de Gonça. Um grupo de dissidentes, organizados em fracção, constituiu o Grupo Desportivo União Operário, uma experiência efémera mas demonstrativa da diversidade de interesses e de objetivos dos associados da coletividade.

## Constituição da Associação
No início da década de 1980, um grupo de associados mais ativos decidiram inscrever o clube nas provas oficiais organizadas pela Associação de Futebol de Braga. O processo começou aos vinte e seis dias do mês de Março de 1981, no Cartório Notarial de Póvoa de Lanhoso, quando o grupo de associados constituiu uma associação cujo artigo primeiro definia:
«A associação adopta a designação de "ATLÉTICO CLUBE DE GONÇA", tem por fim a promoção cultural, desportiva e recreativa dos seus associados e a sua sede é no lugar de São Domingos, da freguesia de Gonça, do concelho de Guimarães.»
Após a publicação da escritura no Diário da República (IIIª Série, Nº 106, 9-5-1981, Página 5978), o Atlético Clube de Gonça via legalmente reconhecida uma existência efetiva desde finais da década de 1930.

## Presidentes
- 1938 -  Adozinda Gomes de Matos (Fundadora)
- 1981-1986 -  Manuel Almeida Oliveira
- 1986-1987 -  Fernando da Conceição Duarte
- 1987-1990 -  José da Silva Gonzalez
- 1990-2005 -  João Henrique Carvalho Gonçalves
- 2005-2006 -  Paulo Alexandre Martins (Comissão Administrativa)
- 2006-2008 -  Paulo Alexandre Martins
- 2008-2009 -  Paulo Alexandre Martins (Comissão Administrativa)
- 2009-2016 - Interregno
- 2016-2017 -  Ismael Costa (Comissão Administrativa)
- 2017-2017 -  Agostinho Fernandes (Comissão Administrativa)
- 2017-2019 -  Francisco Costa e Silva
- 2019 -  Hélder Freitas[3]

## Palmarés

### Clube/Dirigentes
- 1996 - João Henrique vence o Prémio do Melhor Dirigente na IV Festa do Futebol
- 2007 - Entidade do Ano pela Junta de Freguesia de Gonça
- 2008 - Entidade do Ano pela Junta de Freguesia de Gonça

### Futebol 11 - Sénior[4]
- 1991 - Campeão da 3.ª Divisão Distrital - Série D (1990/91)
- 1996 - Campeão da 2.ª Divisão Distrital - Série C (1995/96)

### Juventude

#### Torneio Juvenil de Gonça
- 2007 - Futebol 5 Sub16 - 2.º, 3.º Lugar
- 2007 - Futebol 5 Sub16 - Disciplina

#### Torneios 25 de Abril
- 2006 - Futsal Sub12 - 1.º Lugar
- 2006 - Futsal Sub14 - 2.º Lugar
- 2006 - Mini-Basquete Sub12 - 2.º, 3.º e 4.º Lugar
- 2007 - Futsal Sub10 - 1.º Lugar
- 2007 - Futsal Sub10 - Melhor Marcador
- 2007 - Futsal Sub14 - 2.º Lugar
- 2007 - Futsal Sub16 - 3.º Lugar
- 2007 - Futsal Sub16 - Melhor Marcador
- 2007 - Mini-Basquete Sub10 - 1.º, 2.º, 3.º e 4.º Lugar
- 2007 - Mini-Basquete Sub14 - 1.º, 2.º e 4.º Lugar
- 2007 - Concurso de Cestos - Vencedor
- 2007 - Prémio Escola - Vencedor
- 2008 - Futsal Sub10 - 4.º Lugar
- 2008 - Mini-Basquete Sub10 - 2.º, 3.º e 4.º Lugar
- 2008 - Ténis de Mesa Sub16 - 3.º Lugar

#### Torneio da JUNI
- 2006 - Futebol 5 Sub12 - 1.º Lugar
- 2006 - Futebol 5 Sub12 - Taça
- 2006 - Futebol 5 Sub12 - Melhor Marcador
- 2006 - Futebol 5 Sub12 - Disciplina
- 2006 - Futebol 5 Sub14 - 2.º Lugar
- 2006 - Futebol 5 Sub16 - 3.º Lugar
- 2007 - Futebol 5 Sub14 - 3.º Lugar
- 2008 - Futebol 5 Sub12 - 1.º Lugar
- 2008 - Futebol 5 Sub12 - Taça
- 2008 - Futebol 5 Sub12 - Disciplina
- 2008 - Futebol 5 Sub14 - 1.º Lugar
- 2008 - Futebol 5 Sub14 - Taça
- 2008 - Futebol 5 Sub14 - Melhor Marcador
- 2008 - Futebol 5 Sub14 - Disciplina
- 2008 - Futebol 5 Sub16 - 4.º Lugar

#### Outros Torneios

##### Torneio do GD "Os Unidos do Cano"
- 2006 - Futebol 5 Sub12 - 4.º Lugar
- 2006 - Futebol 5 Sub14 - 2.º Lugar

##### Torneio da ACRD Brunhais
- 2007 - Futebol 5 Sub13 - 2.º Lugar

##### Torneio do GDRC Esperança
- 2008 - Futebol 5 Sub13 - 2.º Lugar
- 2008 - Futebol 5 Sub13 - Melhor Guarda-Redes

## Datas Importantes
Estas são algumas dos feitos do clube por data:
- 1938 - 16 de Fevereiro - Primeiro jogo do Atlético Clube de Gonça
- 1976 - 16 de Outubro - Inauguração do Campo de Jogos Água das Cabras
- 1981 - 26 de Março - Constituição da Associação no Cartório Notarial de Póvoa de Lanhoso
- 1981 - 9 de Maio - Publicação no Diário da República (IIIª Série, Nº 106, 9-5-1981, Página 5978)
- 1981 - 1 de Agosto - Filiação na Associação de Futebol de Braga
- 1982 - 3 de Janeiro - Primeiro Jogo nas Competições organizadas pela Associação de Futebol de Braga
- 1991 - Campeão da 3.ª Divisão Distrital - Série D (1990/91)
- 1991 - Subida à 2ª Divisão Distrital pela Primeira e Única vez
- 1994 - Subida à 1ª Divisão Distrital pela Primeira vez
- 1995 - Ricardo Vieira é candidato ao Prémio do Melhor Jogador na III Festa do Futebol
- 1996 - Campeão da 2.ª Divisão Distrital - Série C (1995/96)
- 1996 - Subida à 1ª Divisão Distrital
- 1996 - João Henrique vence o Prémio do Melhor Dirigente na IV Festa do Futebol
- 1996 - Filipe Vieira é candidato ao Prémio do Melhor Treinador na IV Festa do Futebol
- 1998 - João Henrique é candidato ao Prémio do Melhor Dirigente na VI Festa do Futebol
- 1998 - Moisés é candidato ao Prémio do Melhor Jogador na VI Festa do Futebol
- 2000 - Subida à 1ª Divisão Distrital
- 2002 - Paulo "Patrão" é candidato ao Prémio do Melhor Treinador na X Festa do Futebol
- 2003 - Zé "Carioca" é candidato ao Prémio de Jogador Revelação na XI Festa do Futebol
- 2004 - Oitavos de Final da Taça Associação de Futebol de Braga - Melhor Classificação de Sempre na Prova
- 2006 - Oitavos de Final da Taça Associação de Futebol de Braga - Repetida a Melhor Classificação de Sempre na Prova
- 2006 - 5º Lugar na 1ª Divisão Distrital da Associação de Futebol de Braga - Melhor Classificação de Sempre na Prova
- 2007 - 5º Lugar na 1ª Divisão Distrital da Associação de Futebol de Braga - Repetida a Melhor Classificação de Sempre na Prova
- 2007 - Eleito Entidade do Ano pela Junta de Freguesia de Gonça
- 2008 - Eleito Entidade do Ano pela Junta de Freguesia de Gonça
- 2018 - Mário Neiva eleito o Melhor Jogador da 1.ª Divisão - Série C na VI Gala - Grande Área
- 2019 - João Cardoso eleito o Melhor Jogador da 1.ª Divisão - Série D na VI Gala - Grande Área
- 2020 - Subida à Divisão de Honra Distrital pela Primeira vez
- 2021 - Estreia do Relvado Sintético no Campo de Jogos Água das Cabras
- 2021 - 17 de Outubro - Apresentação do Autocarro Oficial
- 2022 - Oitavos de Final da Taça Associação de Futebol de Braga - Repetida a Melhor Classificação de Sempre na Prova
- 2022 - 5º Lugar na Divisão de Honra Distrital da Associação de Futebol de Braga - Melhor Classificação de Sempre na Prova
- 2022 - 5 de Novembro - Primeiro Jogo da Equipa de Juniores nas Competições organizadas pela Associação de Futebol de Braga

## Personalidades do Clube
- Adozinda Gomes de Matos(Fundadora) [08/05/1907 - 07/05/1996]
- João Henrique Carvalho Gonçalves (Jogador e Dirigente)
- João "Fulano" (Jogador, Treinador e Dirigente)